# Werner Kutzelnigg

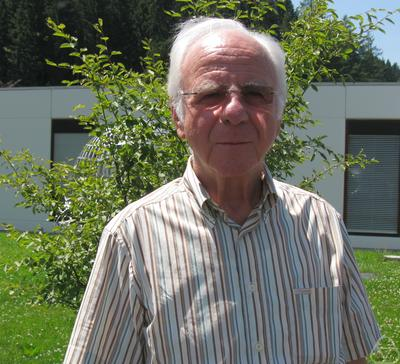
Werner Kutzelnigg, 2011

Werner Kutzelnigg (* 10. September 1933 in Wien; † 24. November 2019 in Witten) war ein deutscher theoretischer Chemiker und Professor der Ruhr-Universität Bochum.

## Leben
Werner Kutzelnigg studierte Chemie in Bonn und Freiburg i. Br. und wurde mit der experimentellen Arbeit Untersuchungen zur Zuordnung der Normalschwingungen und Aufklärung der Struktur organischer Ionen 1960 promoviert. Anschließend wandte er sich der theoretischen Chemie zu und wurde von 1960 bis 1963 Postdoc bei Bernard Pullman und Gaston Berthier in Paris sowie 1963–1964 bei Per-Olov Löwdin an der Universität Uppsala. 1967 habilitierte sich Kutzelnigg an der Universität Göttingen bei Werner A. Bingel. Von 1970 bis 1973 war er Professor an der Universität Karlsruhe und danach von 1972 bis zu seiner Emeritierung 1998 ordentlicher Professor am Lehrstuhl für Theoretische Chemie der Ruhr-Universität Bochum.
Kutzelnigg veröffentlichte circa 250 wissenschaftliche Arbeiten über verschiedene Themen der Quantenchemie: Methoden der Behandlung der Elektronenkorrelation, magnetische Eigenschaften von Molekülen (speziell chemische Verschiebung, NMR), relativistische Quantenchemie, Theorie der chemischen Bindung und Theorie der zwischenmolekularen Kräfte.
Bekannt wurde Kutzelnigg auch durch sein Standardwerk Einführung in die theoretische Chemie.

## Werke (Auswahl)
- Werner Kutzelnigg: Einführung in die Theoretische Chemie. Wiley-VCH Verlag GmbH & Co. KGaA, Weinheim, Germany 2001, ISBN 978-3-527-66380-4, doi:10.1002/9783527663804.

## Ehrungen und Auszeichnungen (Auswahl)
- Carl-Duisberg-Gedächtnispreis (1971)
- Schrödinger Medal der World Association of Theoretical and Computational Chemists (1995)
- Liebig-Denkmünze der Gesellschaft Deutscher Chemiker (1996)
- Erich-Hückel-Preis der Gesellschaft Deutscher Chemiker (2016)
- Mitglied der International Academy of Quantum Molecular Science